# Alexej Čeremisinov
Alexej Borisovič Čeremisinov (rusky Алексей Борисович Черемисинов, * 9. července 1985, Moskva, SSSR) je ruský sportovní šermíř, který se specializuje na šerm fleretem.
Rusko reprezentuje od roku 2007. Na olympijských hrách startoval v roce 2012 a 2016 v soutěži jednotlivců a družstev. V soutěži jednotlivců se na olympijských hrách 2012 probojoval do čtvrtfinále. V roce 2014 získal titul mistra světa a v roce 2012 titul mistra Evropy v soutěži jednotlivců. S ruským družstvem fleretistů vybojoval na olympijských hrách 2016 zlatou olympijskou medaili. V roce 2015 vybojoval s družstvem druhé místo na mistrovství světa a v roce 2016 titul mistrů Evropy.